# Período Tudor

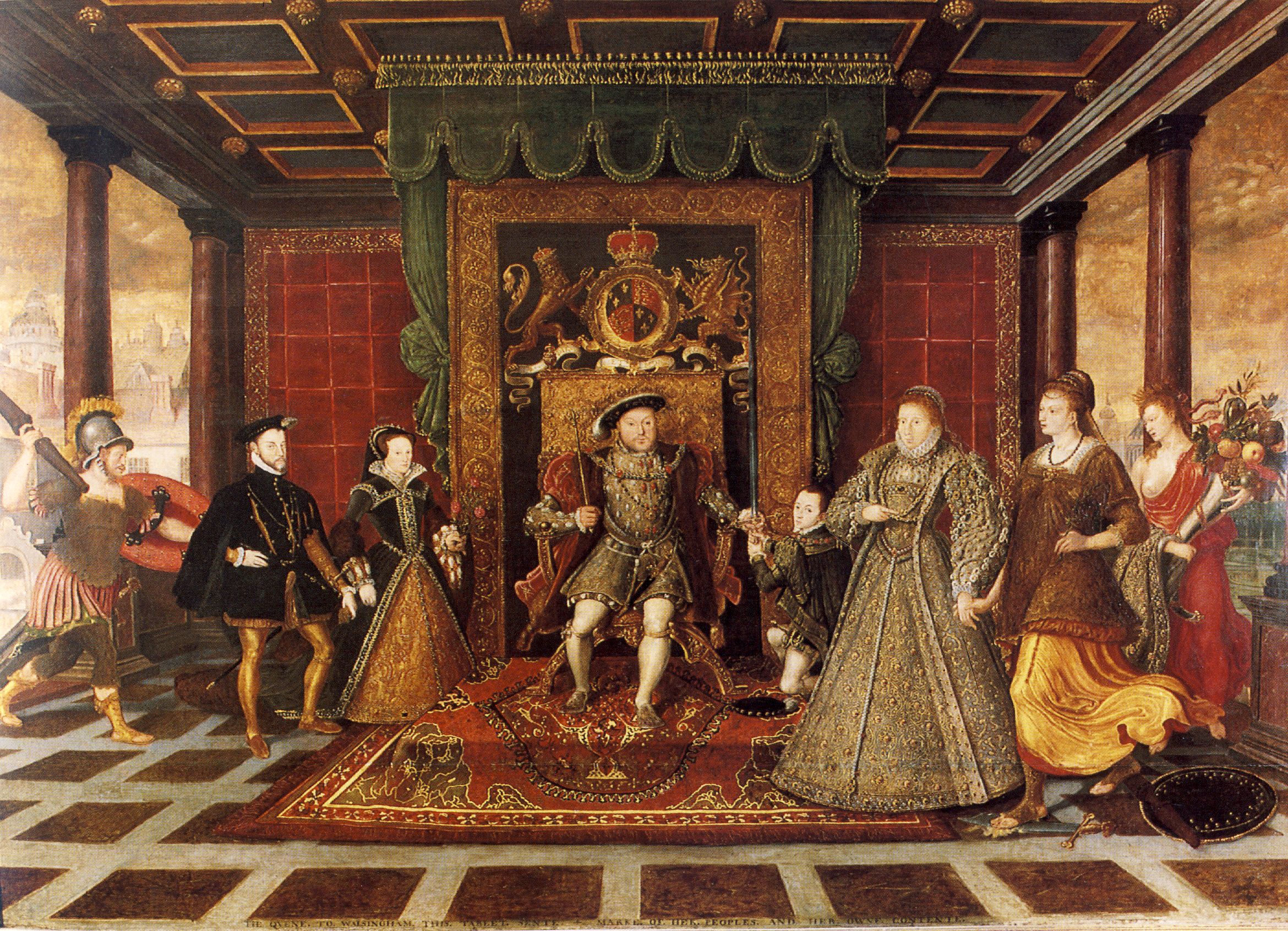
Alegoría de la Dinastía Tudor, atribuida a Lucas de Heere, circa 1572. De izquierda a derecha: Felipe II de España, María I de Inglaterra, Enrique VIII, Eduardo VI e Isabel I.

El período Tudor (en inglés: Tudor period) se refiere al período entre los años 1485 y 1603, particularmente en lo relacionado con la historia inglesa. Debe su nombre al hecho de que coincide con el reinado de la Casa de Tudor en Inglaterra. La Reforma protestante en ese reino comenzó durante este período. Incluye el reinado de Isabel I (1558-1603), aunque con frecuencia se le designa separadamente como época isabelina.